# (7669) Malše
(7669) Malše es un asteroide perteneciente al cinturón de asteroides, descubierto el 4 de agosto de 1995 por Miloš Tichý y el también astrónomo Zdeněk Moravec desde el Observatorio Kleť, České Budějovice, República Checa.

## Designación y nombre
Designado provisionalmente como 1995 PB. Llamado así por un río checo. El Observatorio de České Budějovice está situado en la confluencia de los ríos Malše y Moldava.

## Características orbitales
Malše está situado a una distancia media del Sol de 2,778 ua, pudiendo alejarse hasta 3,184 ua y acercarse hasta 2,372 ua. Su excentricidad es 0,146 y la inclinación orbital 8,358 grados. Emplea 1691,22 días en completar una órbita alrededor del Sol.

## Características físicas
La magnitud absoluta de Malše es 13,88. Tiene 4,737 km de diámetro y su albedo se estima en 0,238.